# Фернандес, Состене
Состене Фернандес (фр. Sosthène Fernandez; 28 ноября 1923, Поусат — 2006, Франция) — камбоджийский военный и политический деятель, военачальник, верховный главнокомандующий Кхмерскими Национальными Вооруженными Силами — ФАНК (1970—1975), начальник Генерального штаба Камбоджи (Кхмерской Республики), ранее был видным политиком и занимал должность начальника полиции.

## Биография

Генерал Лон Нол и Состене Фернандес (слева от него)

Согласно одним данным родился в городе Поусат, по другим — в столице страны — Пномпене. Его отец был филиппинцем, мать — этнической кхмеркой из Вьетнама. Фернандес учился на юриста и в 1928 году был назначен местным судей. В 1946 году Фернандес и принц Нородом Нориндет основали — Либеральную партию (кхмер. Kanaq Sereipheap), ставшую первой в истории страны политической партией. Избран в парламент в 1951 году, в 1950—1960 гг. занимал различные министерские должности.
Генерал Фернандес являлся ключевой фигурой Камбоджи времен правления Лон Нола — он был опытным военачальником, вёл постоянную борьбу с камбоджийскими коммунистами, однако он не смог противостоять растущим силам Красных Кхмеров, а также партизан Вьетконга и Северного Вьетнама.
В начале 1975 года, когда стало ясно, что режим Лон Нола скоро падет, лидеры республиканского правительства решили на любых условиях заключить мир с полпотовцами, однако на время переговоров солдаты республиканской армии должны были сложить оружие. Фернандес отказался выполнять это требование и вести переговоры, что стало причиной его отставки с поста верховного командующего ФАНК. На этом посту его сменил генерал Тонгван Фанмунг.
За несколько месяцев до падения Пномпеня и прихода к власти «красных кхмеров» Фернандес бежал из страны. Другие же члены республиканского правительства — Лонг Борет, Лон Нон и принц Сирик Матак вплоть до 17 апреля 1975 года вели безуспешные переговоры в «красными кхмерами». Они надеялись, что Нородом Сианук заступится за них, однако они ошибались — все они были убиты полпотовцами сразу же после захвата Пномпеня.
В 1998 году вернулся в Пномпень, чтобы встретиться с бывшими солдатами его армии. Впоследствии Фернандес написал автобиографию, где рассказал как командовал вооруженными силами. Умер в 2006 году.